# 胡薩克 (蒙大拿州)
胡薩克（英語：Hoosac）是位於美國蒙大拿州弗格斯縣的非建制地區。

## 歷史
胡薩克的郵局於1914年設立，其後於1919年停運。

## 地理
胡薩克所處的海拔為高於海平面1079米（即3540英呎），而該地所採用的時區為UTC-6，即北美山地時區（MST）。同時該地設有夏令時間，為UTC-7調快一小時，即UTC-6（MDT）。